# Європейський баланс сил
Європейський баланс сил — принцип міжнародних відносин, відповідно до якого жодній державі не можна дозволити досягти гегемонії над значною частиною Європи. Протягом більшої частини Нової історії баланс досягався завдяки невеликій кількості постійно мінливих альянсів, які змагалися за владу, кульмінацією чого стали світові війни початку XX століття. До 1945 року глобальне домінування та суперництво під проводом Європи закінчилося, а доктрина європейського балансу сил була замінена світовим балансом сил за участю Сполучених Штатів і Радянського Союзу як тогочасних наддержав.

## Історія

### Від античності до хрестових походів
Виникнення міст-держав (полісів) у Стародавній Греції знаменує собою початок класичної античності. Два найважливіших грецьких міста, іонійські демократичні Афіни та дорійська аристократична Спарта, очолили успішний захист Греції від вторгнення персів зі сходу, але потім зіткнулися одне з одним за перевагу в Пелопоннеській війні. Македонське царство скористалося нестабільністю що виникла в наслідок цього і встановило єдину владу над Грецією. Прагнення утворити універсальну монархію привело Александра Македонського до анексії всієї Перської імперії та початку еллінізації македонських володінь. Після його смерті в 323 році до нашої ери його правління було розділено між наступниками, і було сформовано кілька елліністичних царств.  Історичні етруски досягли державної системи суспільства із залишками вождівства та племінних форм. Рим був у певному сенсі першою італійською державою, але починався як етруська. Вважається, що етруський стиль правління змінився від тотальної монархії до олігархічної республіки (як Римська республіка) у 6 столітті до н.е.
Приблизно в той же період Рим поширився на всю Італію, а потім піднявся на провідне місце в західному та східному Середземномор’ї завдяки Пунічним і Македонським війнам, але потім був вражений столітньою політичною кризою. Тим часом популярність і багатство римських полководців зросли: зокрема, Юлій Цезар здобув славу за те, що спрямував військову міць на північ від Альп у Галлію, на схід від Рейну в Стародавня Германія та через Ла-Манш у Британію. Група сенаторів, боячись титулу Цезаря довічного диктатора, убила його в березневих ідах 44 року до нашої ери. Прийомний син Цезаря, Октавіан Август, переміг убивць свого батька і став першим римським імператором (принцепсом) у 27 році до нашої ери.
Римська імперія досягла свого піка в часи Pax Romana, стагнувала під час кризи ІІІ століття нашої ери та остаточно розділилася між латинським Заходом і грецьким Сходом. Обидві частини імперії відмовилися від язичницького політеїзму, щоб толерувати монотеїстичне християнство і, нарешті, зробити його державною релігією. Захід розпався близько 476 року, після століть нападів германських і слов'янських народів, і на його колишній території було створено кілька "варварських" королівств. Схід продовжував перебувати під владою Візантійської імперії ще протягом тисячі років.
Серед королівств-спадкоємців на Заході Франкське королівство було найбільшим, і під час Карла Великого вдалося об’єднати більшу частину сучасної Франції, Німеччини, Швейцарії, Австрії, Нідерландів та Італії під одним правлінням: згодом він був коронований як Імператор Священної Римської імперії у день Різдва 800 року Папою Левом III. Тим часом Піренейський півострів перейшов під контроль мусульман. Початок Реконкісти християнських сил традиційно відносять до битви при Ковадонзі (718 або 722), в якій астурійська армія здобула першу християнську перемогу над військами Омеядського халіфат від початку військового вторгнення. Його кульмінація прийшла в 1492 році з падінням Гранадського королівства Насрідів до об’єднаної іспанської корони Фернандо II Арагонського та Ізабелли I Кастильської. Германський імператор (імператор Священної Римської імперії) і римський понтифік (папа в Римі) стали відомими як універсальні сили Європи, але потім вступили в конфлікт під час боротьби за інвеституру та зіткнення між їхніми альянсами. Їхнє суперництво зробило можливим народження автономних міст-держав у північній Італії та піднесення незалежної феодальної монархії у Франції при домі Капетів. Приблизно в той самий період відбулося скандинавське завоювання Англії норманами в 1066 році та Сицилії в 1130 році. Коли Свята земля була втрачена ісламом, а Візантійська імперія звернулася за допомогою до турків, Папа Римський розпочав хрестові походи проти мусульман у спробі відновлення християнської єдності після східного розколу православних від католиків.
Більшість хрестових походів не досягли своєї мети, але деякі з них мали величезний вплив на політичний та економічний ландшафт Європи: перший хрестовий похід (1099 р.) відновив торговельні шляхи в Середземномор’ї та поклав початок Комерційній Революції; четвертий хрестовий похід (1204) завершився утворенням Венеційської морської імперії; і шостий хрестовий похід (1228) тимчасово зробив Фрідріха II, спадкоємця як Сицилійського королівства, так і Священної Римської імперії, також королем Єрусалиму. У цей же час на Піренейському півострові утворюються Португальське, Кастильське та Арагонське королівства. Переважна частина французької знаті брала участь у хрестових походах під керівництвом свого короля: це уможливило утворення сильної централізованої французької монархії. Підйом середньовічної Франції розпочався з битви при Бувіні (1224) та Авіньйонського папства (1309), але закінчився з початком Столітньої війни (1337) з Англією та поверненням папства до Риму (1378). Після того, як Європа оговталася від Чорної смерті, ювелір Йоганн Гутенберг винайшов рухомий друкарський верстат, що поклало початок друкарській революції. Ренесанс у мистецтві та науці розпочався в Італії та поширився на решту континенту.

### Хрестові походи в Піренеї
Португалія утворила першу європейську колоніальну імперію у 1415 році, завоювавши Сеуту. У 1453 році французи вигнали англійців зі своїх земель, а турки-османи завоювали Константинополь, поклавши початок пануванню Османської імперії в Європі. Наприкінці 15 століття, після шлюбу Ізабелли I Кастильської та Фердинанда II Арагонського, Іспанія була династично об'єднана, а Реконкіста успішно завершилася. Португалія та Іспанія, а за ними Франція та Англія відкрили добу Великих географічних відкриттів. На початку XVI століття Франція та Габсбурзька Іспанія зіткнулися під час Італійських війн. У 1519 році Карл V Габсбург, вже герцог Бургундії, король Іспанії та ерцгерцог Австрії, став імператором Священної Римської імперії. Після поразки у битві при Павії Франциск І уклав союз із мусульманським османським султаном Сулейманом Пишним. Після анексії імперії ацтеків і завоювання інків золото і срібло, що надходили з Америки, використовувалося для фінансування оборони його німецьких територій в Австрії від Османської імперії (облога Відня) і його італійських територій в Міланському герцогстві від Франції (битва при Павії). Уряди неіспанських та португальських держав санкціонували набіги каперів на іспанські та португальські кораблі, повні золота та срібла, що відправлялися з-за кордону. Піратство в Карибському морі для каперів було одним із способів отримати перевагу над конкурентами. Капітанам цих кораблів їхні уряди видавали Каперські свідоцтва, які узгоджували всі дії проти ворога. Зрештою, Карл V визнав Аугсбурзький мир і відмовився від свого багатонаціонального проєкту через низку зречень у 1556 році, що розділило його спадкові та імперські володіння між іспанськими Габсбургами, очолюваними його сином Філіпом II Іспанським, і Габсбурзьку монархію на чолі з братом Фердинандом. Фердинанд був ерцгерцогом Австрії від імені Карла з 1521 року та призначеним наступником на посаді імператора з 1531 року.
Папство розпочало католицьке відродження, намагаючись зупинити зростання протестантизму та османську експансію. Незважаючи на деякі успіхи, такі як битва при Лепанто (1571) та облога Парижа (1590), англо-іспанська війна та Довга турецька війна поставили під сумнів католицькі амбіції. Зрештою, папство втратило свій статус і вплив у Тридцятилітній війні (1618-1648), де католицька Французька імперія об'єдналася з протестантськими країнами, щоб перемогти альянс Габсбургів. Тридцятилітня війна була одним з найтриваліших і найбільш руйнівних конфліктів в європейській історії. В результаті боїв, голоду і хвороб загинуло від 4,5 до 8 мільйонів солдатів і цивільних осіб, а в деяких районах сучасної Німеччини населення скоротилося більш ніж на 50%. До споріднених конфліктів належать Вісімдесятилітня війна, Війна за Мантуанську спадщину, Франко-іспанська війна, Голландсько-португальська війна і Війна за португальську реставрацію. Багато протестантських держав також переживали золотий вік: нові незалежні Нідерланди заснували Голландську Ост-Індську компанію в Індонезії; Швеція створила імперію в Північній Європі; а Англія почала колонізацію Північної Америки. За Вестфальським мирним договором наприкінці Тридцятилітньої війни Священна Римська імперія стала більш децентралізованим утворенням, в якому держави, що входили до її складу, такі як Пруссія (яка також мала землі за межами імперії), отримали право проводити власну зовнішню політику, незалежну від політики австрійського імператора Габсбургів. Австрійські Габсбурги також контролювали деякі держави за межами Священної Римської імперії. Саме Франція за часів Людовика XIV відібрала у Габсбургів статус домінуючої континентальної держави завдяки Вестфальському та Піренейському мирним договорам.